# Armando Verdiglione
Armando Verdiglione (Caulonia, 30 novembre 1944) è un editore, saggista e psicanalista italiano.

## Biografia
Vincitore di una borsa di studio nel Collegio Augustinianum, ha studiato nell'Università Cattolica del Sacro Cuore di Milano, dove si è laureato in Lettere con una tesi su I giganti della montagna di Pirandello. Psicanalista formatosi con Jacques Lacan, traduttore e scrittore di saggi, pubblica in Italia con le case editrici Marsilio, Rizzoli, Feltrinelli e Sugarco, con cui collabora. Per quest'ultima dirige la collana "Bordi". Nel 1977 traduce la raccolta di testi Scilicet di Lacan per Feltrinelli e il Seminario XXII. Con la sua casa editrice, Spirali, pubblica testi come la traduzione del Malleus Maleficarum, Il martello delle streghe, il manuale dell'Inquisizione per la caccia alle streghe, e in seguito, sempre per le edizioni Spirali, pubblica alcuni testi di Giordano Bruno, come Le ombre delle idee e Cabala del cavallo pegaseo.
Traduce per Feltrinelli libri che in Francia animano il dibattito in ambito culturale, come il saggio di Luce Irigaray Speculum. L'altra donna, edito da Feltrinelli nel 1977 nella traduzione di Luisa Muraro, il libro di Maud Mannoni Educazione impossibile. Conosce in Francia e introduce in Italia la nota studiosa di psicanalisi e linguaggio Julia Kristeva; incontra anche Jean Oury, fondatore assieme a Félix Guattari della clinica La borde, di cui pubblica i libri Creazione e schizofrenia, Psicosi e logica istituzionale. “Il collettivo”, Babele e la Pentecoste. La Borde e la scrittura della psicosi, La psicosi e il tempo. Traduce sempre per Feltrinelli l'edizione del libro di Jean-Joseph Goux, Freud, Marx: economia e simbolico. Negli anni Settanta fonda il Movimento Freudiano Internazionale e l'attività editoriale che si chiamerà Spirali Edizioni. Con la casa editrice Spirali, Verdiglione pubblica in Italia autori come Jean Daniel, Bernard-Henri Lévy, André Glucksmann, Marek Halter, Fernando Arrabal, Alain Robbe-Grillet.

Nell'ottobre 1978 esce in edicola il primo numero del mensile Spirali. Giornale internazionale di cultura, a cui segue l'edizione francese Spirales nel 1981 e, nel 1991, Il Secondo Rinascimento. Nel 1975 Armando Verdiglione e il Collettivo “Semiotica e psicanalisi” organizzano a Milano, in cinque sedi differenti, il Congresso internazionale "Sessualità e politica" seguito dai media italiani e internazionali. Partecipano molte persone, tra cui filosofi, psicanalisti, medici, psichiatri, semiotici, letterati, scrittori, esponenti politici di vari paesi. Nel 1976, sempre con il Collettivo “Semiotica e psicanalisi”, organizza il congresso “La follia”, che si svolge in più sedi, tra cui il Palazzo dei Congressi e il Museo della scienza e della tecnica. Il congresso è seguito dalla stampa di vari paesi. Intanto, inventa la cifrematica, la cosiddetta scienza della parola. Nell'Enciclopedia Rizzoli Larousse, edizione del 1990, viene così definita la cifrematica: 
Nel 1985 sono a Milano, su invito di Armando Verdiglione, prima Eugène Ionesco e in seguito Jorge Luis Borges. Nel dicembre dello stesso anno, a un'assemblea di intellettuali e lettori, Borges partecipa a un convegno organizzato da Verdiglione, portando la testimonianza della sua vita e della sua attività di poeta, documentata nel libro Una vita di poesia.
Nel 1983, la sua Università internazionale del Secondo Rinascimento acquista dalla famiglia Borromeo la Villa di Senago e il parco, lasciati in uno stato di abbandono per oltre vent'anni. I nuovi proprietari decidono pertanto di avviare un primo importante restauro che mira alla salvaguardia stessa del bene. Il restauro si è protratto nel tempo, fedele a criteri conservativi, con la collaborazione di ingegneri, esperti, architetti, tecnici, storici e filologi che hanno lavorato, insieme, sotto la direzione della Soprintendenza ai beni Ambientali ed Architettonici di Milano.

## Gli anni Novanta e 2000
L'attività editoriale negli anni novanta e 2000, proseguendo quanto già avviato negli anni ottanta, si indirizza soprattutto sulla dissidenza, in particolare dissidenti e romanzieri russi. Pubblica libri di Vladimir Bukovskij, Aleksandr Zinov'ev, Jurij Nagibin, Vladimir Maksimov e molti altri. L'interesse per la Russia lo porta a pubblicare saggisti come Viktor Suvorov, gli ambasciatori russi in Italia Anatolij Adamišin, Jurij Karlov, il teorico della perestrojka Aleksandr Jakovlev, e l'ex ministro per l'energia e leader dell'opposizione di destra Boris Nemcov. Oltre agli autori russi, pubblica dissidenti provenienti da tutto il pianeta, da Cuba alla Cina. In questa direzione sono stati organizzati i convegni internazionali Festival della modernità a partire dalla metà degli anni 2000 che propongono, in ciascuna edizione, diverse tematiche (scrittura, libertà, politica...).
In questi anni prosegue il lungo processo di restauro della Villa San Carlo Borromeo di Senago, restituendo all'edificio la sua originaria bellezza e trasformandolo in un Palazzo del turismo culturale e artistico, nella sede dell'Università internazionale del Secondo Rinascimento e della casa editrice Spirali. In questi anni, la Villa è sede di congressi, di corsi, di seminari, di riunioni di enti pubblici e privati, italiani e stranieri, di un museo permanente e di un museo per grandi mostre.

## Procedimenti giudiziari
Verdiglione è stato condannato in totale a 10 anni e 6 mesi di carcere per reati vari.
- È stato condannato a quattro anni e due mesi nel 1986 per truffa, tentata estorsione e circonvenzione di incapace.
- Nel 1992 dopo un patteggiamento è stato condannato a un anno e quattro mesi.
- Nel 2015 è stato di nuovo condannato in primo grado a nove anni (e la moglie a sette) per associazione a delinquere, frode fiscale, truffa alle banche e allo Stato; in seguito la pena è stata ridotta a cinque anni. In tale occasione ha causato sofferenze bancarie per 73,4 milioni: 18,3 sono in capo a Intesa Sanpaolo, altri 25,9 milioni a Banca Etruria.[25]

### Truffa, tentata estorsione e circonvenzione di incapace
Nel 1985 Armando Verdiglione è al centro di una serie di vicende giudiziarie ("Affaire Verdiglione") relative all'attività sua, della sua "Fondazione" e dei suoi collaboratori. Nel 1986 viene condannato a quattro anni e due mesi di reclusione per truffa, tentata estorsione e circonvenzione di incapace, condanna che passa in giudicato nel marzo del 1989.
Intellettuali di vari paesi (tra cui Bernard-Henri Lévy, Eugène Ionesco, Fernando Arrabal, Marek Halter, Georges-Marc Benamou, Jacques Henric, Vladimir Bukovskij, Moustapha Safouan, Iannis Xenakis, Aleksandr Zinov'ev, Georges Mathé, Claude Lanzmann) acquistano una pagina del quotidiano francese Le Monde di domenica 11 e lunedì 12 gennaio del 1987 in cui pubblicano e sottoscrivono un appello rivolto al Presidente della Repubblica italiana e ai giudici milanesi, col quale denunciano un presunto clima di "caccia alle streghe". Il caso Verdiglione secondo i firmatari mette in discussione le nozioni di diritto, giustizia e libertà di parola in Italia. Jean Daniel, direttore del Nouvel Observateur, lo stesso giorno, pubblica su la Repubblica una lettera, intitolata "Difendo Verdiglione", rivolta al direttore del quotidiano. In Italia il Partito Radicale organizza un incontro internazionale in piazza Montecitorio sul tema Armando Verdiglione, a cui partecipano anche importanti esponenti del "Comitato Internazionale per Armando Verdiglione", promosso dallo scrittore e giornalista Alberto Moravia, e intellettuali stranieri tra cui Eugène Ionesco, Emmanuel Lévinas, Fernando Arrabal, Vladimir Bukovskij, Bernard-Henri Lévy, Marek Halter. La Repubblica scrive che "dopo quello di Enzo Tortora ci sarà la sponsorizzazione da parte del PR del caso giudiziario di Armando Verdiglione".
Dal 1987 al 1988 il programma satirico Drive In lo fa conoscere anche al grande pubblico, attraverso la parodia del "Dottor Vermilione, psicanalista santone" impersonato da Ezio Greggio. Il caso Verdiglione è anche citato in relazione al disegno di legge per l'abolizione del reato di circonvenzione d'incapace (articolo 643 del codice penale).

### Secondo processo (1989)
Dopo la condanna in Cassazione del 1989, la vicenda giudiziaria apertasi nel 1985 si conclude con il rinvio a giudizio per i capi di imputazione stralciati in occasione del primo procedimento giudiziario e con il definitivo patteggiamento nel 1992 a una pena di un anno e 4 mesi e indennizzi di oltre 3 miliardi di lire a ex allievi.

### Evasione fiscale (2011)
Nel giugno 2011 si concludono le indagini della Guardia di Finanza coordinate dalla Procura della Repubblica di Milano: Verdiglione viene indagato per evasione fiscale in relazione all'emissione di fatture false, e appropriazione indebita. A seguito della richiesta avanzata dalla Procura di Milano, due dimore storiche riconducibili al professore (tra cui la sopracitata Villa San Carlo Borromeo di Senago) per ordinanza del Gip vengono poste sotto sequestro preventivo, pur mantenendone la disponibilità.
A meno di tre settimane di distanza il Tribunale del Riesame di Milano annulla i decreti di sequestro concessi dal GIP Cristina Mannocci al PM Bruna Albertini, e restituisce gli immobili alle proprietà, in quanto non sussiste l'accusa di evasione fiscale. Si tratterebbe invece di neutralità fiscale, in quanto l'IVA dovuta sarebbe sempre stata pari a zero (in base alle conclusioni del giudice, sarebbero state emesse fatturazioni fittizie - ma regolarmente pagate - tra società facenti capo a Verdiglione, allo scopo di ottenere crediti presso gli istituti finanziari, potendo esibire bilanci dai quali risultano entrate ingenti, in realtà fasulle).
Il 24 maggio 2012 la giudice Laura Marchiondelli rinvia a giudizio Armando Verdiglione per associazione a delinquere finalizzata a frode fiscale e truffa allo Stato.
Nel dicembre 2015 viene condannato a nove anni per i reati di associazione a delinquere finalizzata a frode fiscale, truffa alle banche e truffa allo Stato. Nel medesimo processo vengono emesse condanne anche a carico della moglie Cristina Frua De Angeli e di due sue società, intanto fallite. Viene altresì disposta la confisca, fino ad un valore equivalente rispettivamente di 100 milioni e 10 milioni di euro, di beni come la storica dimora trecentesca Villa San Carlo Borromeo a Senago con 10 ettari di parco.
Nel maggio 2017, la sentenza di secondo grado conferma la prima, nonostante il procuratore generale, nella sua requisitoria, avesse chiesto "l'annullamento della sentenza di primo grado per assoluta indeterminatezza e intrinseca contradditorietà delle accuse".
Nel 2018 la condanna a cinque anni di reclusione diventa esecutiva.

## Controversie sul pensiero di Verdiglione e sulla cifrematica
Negli anni ottanta, nel pieno delle inchieste giudiziarie, l'associazione da lui fondata viene definita "setta" dallo psicoterapeuta infantile Claudio Foti. Analoga affermazione fu fatta nel 2006 da Patrizia Calefato, professoressa associata di sociolinguistica, che così si espresse in un'intervista per un quotidiano locale in occasione dell'incontro con Armando Verdiglione organizzato all'Università di Bari da Augusto Ponzio, professore ordinario di filosofia del linguaggio, intitolato "La cifra del Levante".
Cesare Musatti, considerato il fondatore della psicanalisi italiana, provava una profonda avversione per Verdiglione che etichettò come “il magliaro di Caulonia” e come "cialtrone".
Armando Verdiglione ha ospitato come relatori, nell'ambito di alcuni congressi organizzati negli anni 2000 alla Villa San Carlo Borromeo, autori come Peter Duesberg (virologo statunitense, scopritore dei retrovirus) e Dave Rasnick (biologo statunitense) che negano l'esistenza dell'AIDS, sostenendo che gli ammalati di tale morbo morissero in realtà sia a causa dell'assunzione di droghe sintetiche fortemente immunosoppressive sia a causa delle cure che erano loro imposte nella prima fase sperimentale, dove si ricorreva all'utilizzo di farmaci come l'AZT, originariamente sintetizzato a scopo antineoplastico e poi abbandonato per l'elevata tossicità.